# Matei (prenume)

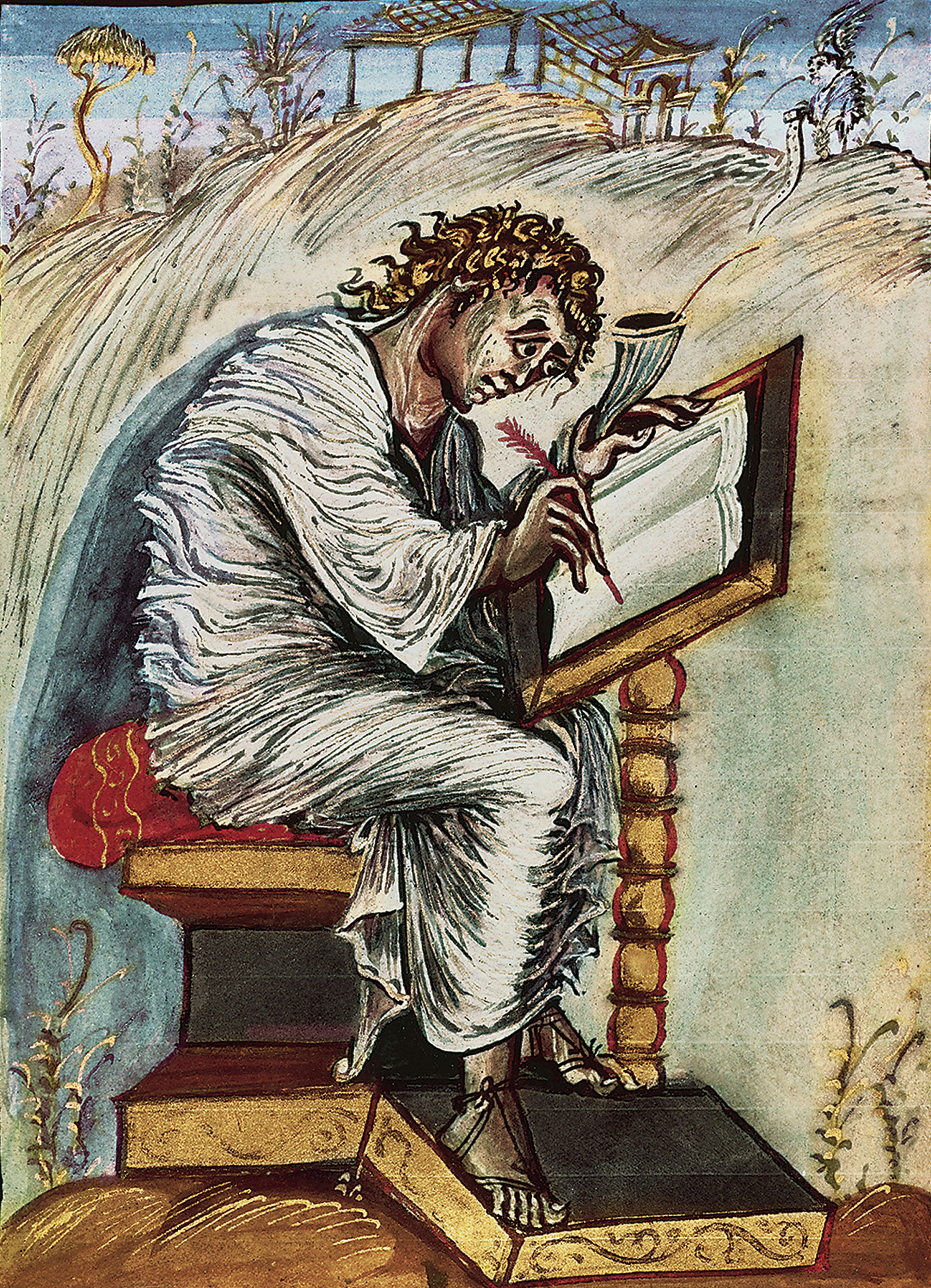
Matei Evanghelistul

Matei este un prenume masculin, transliterarea din limba greacă a numelui Ματθαιος (Matthaios). Răspândirea sa a avut loc în spațiul creștin cu referire la Matei Evanghelistul, scriitor bisericesc, căruia îi este în mod tradițional atribuită  Evanghelia după Matei. A nu se confunda cu Matia Apostolul, care este cu totul altă persoană.
În limba ebraică Matei înseamnă: dar de la Dumnezeu.

## Variante
- engleză: Matthew
- franceză: Mathieu
- germană: Matthäus
- maghiară: Máté
- olandeză: Matteüs
- poloneză: Maciej, Mateusz
- italiană: Matteo
- portugheză: Mateus

## Personalități
- Matei Basarab, (1580-1654) domn al Țării Românești
- Matei Vlădescu (1835-1901), general
- Mateiu Caragiale (1885-1936), scriitor
- Matei Balș (1905-1989), bacteriolog
- Matei Vișniec (n. 1956), dramaturg